# Костылев, Геннадий Иванович
Генна́дий Ива́нович Ко́стылев (27 сентября 1940, Константиновка) — советский футболист, впоследствии футбольный тренер. Воспитанник ФШМ Москва. Мастер спорта СССР (1963). Заслуженный тренер России.

## Биография
Футбольную карьеру начинал в команде «Энергия» Волжский, за которую выступал в 1958—1959 годах.
Также играл за команды «Зенит» (Ижевск) (1960—1963, 1967—1970) и «Волга» (Горький) (1964—1966).
С 1968 года на тренерской работе. Старший тренер Управления футбола РСФСР: 1968—1974.
В 1974—1975 — главный тренер «Зенит» (Ижевск).
В 1980—1982 возглавлял «Строитель» (Череповец). В 1983 — «Рубин» (Казань).
В 1984—1991 работал тренером юношеских сборных команд СССР, в 1991 году его команда стала бронзовым призёром чемпионата мира U-19 в Португалии.
В январе — июле 1992 — тренер ЦСКА (Москва). После ухода в сборную России Павла Садырина с 1 августа 1992 года возглавил армейцев. Вместе с клубом успешно прошел квалификацию к групповому раунду Лиги чемпионов 1992/93. В 1993 году не сумел найти взаимопонимание с игроками клуба и 27 августа 1993 года был уволен со своего поста.
С 1 декабря 1993 года — главный тренер юношеской сборной России (1976 г.р.), с которой работал до 1995 года.
- Главный тренер «Арсенал» Тула: январь — сентябрь 1996
- Тренер ЦСКА Москва: 1997 — июнь 1998
- Главный тренер «Иртыш» Омск: август — декабрь 1998
- Тренер «Торпедо-ЗИЛ» Москва: 1999
- Тренер «Ротор» Волгоград: 2000 — апрель 2001
- Главный тренер «Краснознаменск»: июнь — июль 2001
- Тренер-селекционер ЦСКА Москва: октябрь — декабрь 2001
- Главный тренер «Титан» Москва: 2003
- Старший тренер «Сатурн» Раменское: 19 февраля — 12 сентября 2004
- Тренер дублирующего состава «Сатурн» Раменское: 13 сентября — 30 ноября 2004
- Главный тренер «Сатурн» Егорьевск: с 1 декабря 2004—2006
- Главный тренер дублирующего состава ФК «Москва»: 2009